# Erastria miegii
Erastria miegii là một loài bướm đêm trong họ Geometridae.